# Sergio Schiaffino
Sergio Schiaffino Pérez  (Monterrey, 18 de septiembre de 1992) es un jugador mexicano de fútbol gridiron que juega para los Dinos de Saltillo de la Liga de Fútbol Americano Profesional de México como back defensivo.

## Primeros años
Schiaffino comenzó a practicar fútbol americano en 1998 en su natal Monterrey con el Club Águilas y después se unió a los equipos juveniles de Borregos Salvajes hasta que le ofrecieron una beca para jugar fútbol americano universitario con el ITEMS.

## Carrera

### Universitaria
Schiaffino jugó fútbol americano universitario con los Borregos Salvajes Monterrey de 2012 a 2016 y se especializó en Ingeniería Industrial.
Schiaffino formó parte de la selección mexicana que ganó el Campeonato Mundial Universitario de Fútbol Americano de 2016.

### Profesional
En 2017, Schiaffino fue fichado por el Monterrey Steel de la National Arena League. Fue nombrado «Novato Defensivo del Año» de la temporada 2017.
Schiaffino fue fichado por los Dinos de Saltillo de la LFA de cara a la temporada 2018.
En 2019, Schiaffino fue seleccionado por los Winnipeg Blue Bombers en el Draft CFL-LFA de 2019 y llegó a la lista de prácticas.
En 2020, Schiaffino regresó a los Dinos y jugó con el equipo durante la temporada 2020 hasta que fue cancelada debido a la pandemia de COVID-19.
Después de dos temporadas en el equipo de prácticas, Schiaffino hizo su debut en la CFL con los Blue Bombers en septiembre de 2021, convirtiéndose en el primer back defensivo mexicano en jugar en la CFL.
En 2022, Schiaffino regresó a jugar con los Dinos de Saltillo.